# Шевченко, Константин Кириллович
Шевченко Константин Кириллович — (11 декабря 1914, Хотомля, Харьковская губерния — 6 сентября 1972, Харьков) участник Великой Отечественной войны, один из первых полных кавалеров ордена Славы, младший лейтенант, командир отделения 110-й отдельной разведроты 158-й стрелковой дивизии.

## Биография
Родился 11 декабря 1914 года в селе Хотомля ныне Волчанский район, Харьковская область Украина в крестьянской семье. Украинец. Окончил 8 классов. Работал слесарем-сборщиком.
В Красной Армии с июня и на фронте в Великую Отечественную войну с 20 августа 1941 года.
22 июля 1943 года разведчик взвода пешей разведки 1340-го стрелкового полка 234-й стрелковой дивизии красноармеец Шевченко, действуя в составе группы разведки по захвату пленного в деревне Афанасьево Пречистенского (ныне Духовщинского района) Смоленской области, ворвался в траншею противника и в рукопашном бою уничтожил двух немецких солдат, чем обеспечил захват контрольного пленного и доставку его в штаб полка.
Приказом по 234-й стрелковой дивизии № 0108 от 26.07.1943 года награждён орденом Красной Звезды.
1 августа 1943 года был ранен.
30 августа 1943 года, действуя в составе разведгруппы по захвату контрольного пленного в районе высоты 257,5 Пречистенского (ныне Духовщинского района) Смоленской области, первым ворвался в траншеи противника, забросал их гранатами и захватил в плен немецкого солдата, затем с помощью разведчика Дивайко вытащил его из траншеи и доставил на командный пункт командира батальона.
Приказом по 84-му стрелковому корпусу № 014/н от 03.10.1943 года красноармеец Шевченко награждён орденом Отечественной войны 2-й степени.
9 февраля 1944 года южнее деревни Щербино, расположенной в 10-и километрах юго-восточнее белорусского города Витебск, помощник командира взвода пешей разведки отдельного лыжного батальона 158-й стрелковой дивизии старший сержант Шевченко с подчинёнными атаковал группу противника из двадцати человек и уничтожил четверых солдат и захватил вражеский пулемет.
Приказом по 158-й стрелковой дивизии 019/н от 28.02.1944 года красноармеец Шевченко награждён орденом Славы 3-й степени (№ 24098).
19 марта 1944 года в группе разведчиков у деревни Малыжено, находящейся в 9-и километрах северо-восточнее Витебска, командир отделения 110-й отдельной разведывательной роты 158-й стрелковой дивизии старший сержант Шевченко К. К. противотанковой гранатой разбил вражеский блиндаж уничтожив 4 немецких солдата и взял в плен одного гитлеровца.
Приказом по 39-й армии 0327 от 30.04.1944 года старший сержант Шевченко награждён орденом Славы 2-й степени (№ 323).
В начале июня 1944 года командир отделения 110-й отдельной разведывательной роты (158-й стрелковой дивизии, 3-й Белорусский фронт) старший сержант Константин Шевченко с вверенным ему отделением в районе населённого пункта Бабиничи, расположенного в 10-и километрах северо-восточнее Витебска, взял в плен гитлеровского офицера, давшего ценные сведения.
Указом Президиума Верховного Совета СССР от 22 июля 1944 года за образцовое выполнение заданий командования в боях с немецко-фашистскими захватчиками старший сержант Шевченко Константин Кириллович награждён орденом Славы 1-й степени (№ 21), став первым полным кавалером ордена Славы.
Обычно ордена передавались на разные участки фронта партиями и распределялись среди штабов соединений, имеющих право на награждение, в произвольном порядке. Поэтому  орден Славы 1-й степени № 1 был вручён старшему сержанту Залётову Н. А., награждённому 5 марта 1945 года, а орден Славы 1-й степени № 2 — старшине Иванову В. С., награждённому 24 марта 1945 года…
27 сентября 1944 года командир взвода 110-й отдельной разведывательной роты 158-й стрелковой дивизии младший лейтенант Шевченко, участвуя в разведпоиске, в одном из боев в районе Шакяй (Литва) был тяжело ранен, в результате чего лишился зрения на оба глаза. Всего за время войны Шевченко ранен шесть раз, из них три раза тяжело.
Отдельным приказом по 3-му Белорусскому фронту № 710 от 12 июля 1945 года за мужество и геройство, проявленное в наступательных боях в Белоруссии и Литве, Шевченко награждён орденом Красного Знамени
В 1945 году младший лейтенант Шевченко К. К. демобилизован.
Жил в Харькове (Украина). Работал слесарем-сборщиком.
В 1962 году вступил в КПСС
Скончался 6 сентября 1972 года.

## Награды
- орден Красного Знамени (12.07.1945)
- орден Отечественной войны 1-й степени
- орден Отечественной войны 2-й степени (03.10.1943)
- орден Красной Звезды (26.07.1943)
- Орден Славы 1-й степени (22.07.1944)
- Орден Славы 2-й степени (30.04.1944)
- Орден Славы 3-й степени (28.02.1944)
  - Юбилейная медаль «За доблестный труд. В ознаменование 100-летия со дня рождения Владимира Ильича Ленина»
  - Медаль «За победу над Германией в Великой Отечественной войне 1941—1945 гг.»
  - Юбилейная медаль «Двадцать лет Победы в Великой Отечественной войне 1941—1945 гг.»
  - Юбилейная медаль «50 лет Вооружённых Сил СССР»